# Azərbaycan Kuboku 2020-2021
La Azərbaycan Kuboku 2020-2021 è stata la 29ª edizione della coppa nazionale azera, iniziata il 24 gennaio 2021 e terminata il 24 maggio 2021. Il Qəbələ era la squadra campione in carica. Il Keşlə ha conquistato il trofeo per la seconda volta nella sua storia.

## Turno preliminare
Partecipano 4 squadre della Premyer Liqası e 4 della Birinci Divizionu. Il sorteggio è stato effettuato il 24 novembre 2020.
| Squadra 1       | Risultato | Squadra 2 |
| --------------- | --------- | --------- |
| 24 gennaio 2021 |           |           |
| Səbail          | 3 – 2     | Zaqatala  |
| 25 gennaio 2021 |           |           |
| Turan Tovuz     | 0 – 2     | Qəbələ    |
| Qaradağ         | 0 – 4     | Zirə      |
| Sabah           | 1 – 2     | Kəpəz     |

## Quarti di finale
Partecipano 4 squadre vincenti il turno preliminare e le altre 4 squadre della Premyer Liqası.
| Squadra 1                          | Totale      | Squadra 2 | Andata | Ritorno |
| ---------------------------------- | ----------- | --------- | ------ | ------- |
| 1º febbraio 2021 / 6 febbraio 2021 |             |           |        |         |
| Sumqayıt                           | 2 – 2 (gfc) | Səbail    | 0 – 1  | 2 – 1   |
| Qarabağ                            | 6 – 1       | Qəbələ    | 3 – 1  | 3 – 0   |
| 2 febbraio 2021 / 7 febbraio 2021  |             |           |        |         |
| Keşlə                              | 3 – 0       | Kəpəz     | 1 – 0  | 2 – 0   |
| Neftçi Baku                        | 0 – 1       | Zirə      | 0 – 1  | 0 – 0   |

## Semifinali
| Squadra 1                       | Totale          | Squadra 2 | Andata | Ritorno     |
| ------------------------------- | --------------- | --------- | ------ | ----------- |
| 21 aprile 2021 / 29 aprile 2021 |                 |           |        |             |
| Keşlə                           | 4 – 4 (gfc)     | Zirə      | 1 – 2  | 3 – 2       |
| Sumqayıt                        | 0 – 0 (5-4 dtr) | Qarabağ   | 0 – 0  | 0 – 0 (dts) |

## Finale
| Arbitro: | Əliyar Ağayev |

|                        |           |                   |
| Əliyev 37’ Bojović 57’ | Marcatori | 3’ (aut.) Bojović |